# Biedma megye
Biedma egy megye Argentínában, Chubut tartományban. A megye székhelye Puerto Madryn.

## Földrajz
A megye Chubut tartomány északkeleti részén fekszik. Részét képezi a világörökséghez tartozó Valdés-félsziget is.

## Települések
A megye a következő nagyobb településekből áll:
- Puerto Madryn
- Puerto Pirámides
- Mina Guanacache
- Arroyo Verde
- Puerto Lobos
- Riacho San José